# Юниорский теннис
Юниорский теннис — это категория теннисной игры, отличающаяся от обычной максимальным возрастом участников (ограничение установлено на отметке в 18 лет).
ITF организует специальную серию турниров для этой возрастной группы (внутри неё есть дополнительные ограничения по возрасту — до 12, до 14 и до 16 лет). Игроки, подпадающие под данную возрастную категорию, имеют право параллельно играть во взрослом туре.

## Юниорский тур ITF
Серия турниров ITF, ограниченная только максимальным возрастом категории, объединена в единое соревнование, названное Юниорским туром. Все турниры разбиты на категории, благодаря чему ассоциация может высчитывать специальный юниорский рейтинг (подобный аналогичным у WTA и ATP).
Наиболее проявившие себя юниоры получают от ITF дополнительные приглашения в основу и квалификации соревнований взрослого тура. Для сильнейших спортсменов данный способ существенно ускоряет продвижение в элиту мужского и женского тенниса.

## Рейтинг
Современная система подсчёта очков в рейтинг введена в 2004 году. Дабы поощрить участие сразу и в одиночном и в парном разрядах, ассоциация объединила рейтинги в единый.
В современной интерпретации рейтинга учитываются по шесть лучших турниров в одиночном и парном разрядах. Последние учтены в рейтинге с четырёхкратным уменьшением.
В отличие от взрослого тура, успехи на юниорских турнирах не приносят призовых.

## Командные турниры
ITF также проводит в юниорском теннисе национальные командные турниры. По аналогии с взрослым теннисом соревнования среди юношей называется Юниорский Кубок Дэвиса, среди девушек - Юниорский Кубок Федерации.